# Huiakama
La ville de Huiakama est une localité de l’intérieur de la région de Taranaki, dans l’ouest de l’Île du Nord de la Nouvelle-Zélande.

## Situation
Elle est localisée juste au nord de la ville de Strathmore sur le trajet de la route State Highway 43/S H 43 (en) ,.

## Éducation
L'école d' Huiakama School  est une école mixte, assurant tout le primaire, allant de l'année 1 à 8, avec un taux de décile de 6  et un effectif de 14  élèves.
L'école fut fondée en 1896.

## Autres Lectures

### Travaux Historiques Généraux
- (en) Golden jubilee and early settlers record : 1896-1946, New Plymouth, [N.Z.], Taranaki Daily News, 1946
- (en) May Harrison, 1896-1996, pathway of the years : Strathmore, Huiakama, Te Wera, Stratford, [N.Z.], M. Harrison, 1996
- (en) Richard (ed.) Woodd, Huiakama School and district, 1896-1996, Huiakama, [N.Z.], Huiakama School and District Centennial Committee, 1997

### Arts et littérature
- (en) May Harrison, A legend of Mt. Taranaki, Stratford, [N.Z.], M. Harrison, 1998 (ISBN 0-9582042-0-9)
- (en) May Harrison, Johnnies in love: poems, Stratford, [N.Z.], Akama Hills, 2001 (ISBN 0-9582222-1-5)
- (en) May Harrison, 3 legends of Aotearoa, the land of the long white cloud, Stratford, [N.Z.], Akama Hills, 2002 (ISBN 0-9582222-5-8)
- (en) May Harrison, Down in the valley: poems, Stratford, [N.Z.], Akama Hills, 2003 (ISBN 0-9582222-4-X)
- (en) May Harrison, Lookin' at life: poems, Stratford, [N.Z.], Akama Hills, 2003 (ISBN 0-9582222-6-6)
- (en) May Harrison, The ordinary guy, Stratford, [N.Z.], Akama Hills, 2003 (ISSN 1176-5658)
- (en) May Harrison, Tell it on the mountain: Christmas poems for to-day, Stratford, [N.Z.], Akama Hills, 2003 (ISBN 0-9582222-7-4)
- (en) May Harrison, Meet the missus: poems, Stratford, [N.Z.], Akama Hills, 2005 (ISBN 0-9582527-6-9)
- (en) May Harrison, Politicin' around, Stratford, [N.Z.], Akama Hills, 2005 (ISBN 0-9582527-5-0)

### Personnalités  notables
- (en) Golden jubilee and early settlers record : 1896-1946, New Plymouth, [N.Z.], Taranaki Daily News, 1946
- (en) Ernest Melville Frank, Interludes from pioneering days of the Frank family and the life and experiences of Ernest Melville Frank, Auckland, [N.Z.], E. M. Frank, 1996

### Éducation
- (en) Huiakama School, 1896-1971, Huiakama, [N.Z.] ; Stratford, [N.Z.], 75th Anniversary Committee ; Stratford Press & Printing, 1971
- (en) Huiakama School: diamond jubilee, 1896-1956, 19th Mai 1956 at Huikama, New Plymouth, [N.Z.], Taranaki Daily News (en), 1956
- (en) Richard (ed.) Woodd, Huiakama School and district, 1896-1996, Huiakama, [N.Z.], Huiakama School and District Centennial Committee, 1997.